# 財政法第三条の特例に関する法律
財政法第三条の特例に関する法律（ざいせいほうだいさんじょうのとくれいにかんするほうりつ、昭和23年4月14日法律第27号）は、経済緊急事態の存続中における、財政法3条の特例に関する法律で、財政法に対する特別法である。
本法は制定当初、財政法3条（国が独占している事業における価格・料金および課徴金の決定は、法律または国会の議決によらなければならないと定める規定）の適用の対象を煙草の定価・郵便料金・電話料金・国有鉄道の基本賃率に限定するものであったが、数次の改正を経て、郵政民営化以降は、本来は財政法3条の規定により法律または国会の議決で定めるべき価格、料金等であっても、すべからく法律または国会の議決を不要とすることを定める法律となった。つまり本法は、財政法第3条の規定を空文化し、本来国会で決めるべき国の独占事業の価格、料金等の決定について、政府への白紙委任を可能とするものである。
なお、条文上は「現在の経済緊急事態の存続する間に限り」との期間の限定が定められているが、現行法であり、現在も効力を有する。

## 沿革

### 財政法3条の理念と戦後経済の現実
戦前の日本では、大日本帝国憲法62条1項により租税法律主義が採用されていたものの、同条2項により、行政上の手数料、収納金等については法律で定めることを要しないとの規定が置かれており、当時国の独占事業であった煙草等の価格、電話料金、鉄道運賃について、法律の形式を取ることなく、政府が国会の関与なしに自由に定めることが許されていた。
しかし戦後、財政民主主義を採用する日本国憲法の下では、国民の経済生活に密接な関連を有するこれらの価格は、反対給付無しに強制的に賦課徴収する租税とは性格を異にするとはいえ、国民が国の独占事業等を利用するに当たり一方的に国が定めた金額を支払うことが事実上強制されるのであるから、準租税的な性格を有するものとして、その価格等の決定は国会の意思に基づくべき、すなわち法律または国会の議決によるべきと考えられた。このような考え方から、財政法3条の規定を設けることとなったものである。日本国憲法84条と財政法3条の合せ技により、日本の収入面での財政民主主義は完全なものになったものと評価された。
しかし、財政法案が国会に提出された1947年（昭和22年）は敗戦直後のハイパーインフレーションの真っ最中であって、物価統制令によって食糧、石炭、衣類等、極めて広範な範囲の民間物資の価格を政府が統制しており、その価格は政府の責任において適宜改定していた。そのような状態で財政法3条の規定を施行してしまえば、民間物資の物価と密接に関連している貨物運賃、通信料金等を改定するに当たり毎回法律または国会の議決を経ることになるが、急激なインフレ下でそのような時間のかかる手続を求めるとすれば、インフレに改定が追いつかなくなり、売り惜しみや買溜めが起こるなど、政府運営に支障が生じることは明らかといえた。そのため、財政法附則1条の規定により、同法3条の施行日は政令で別に定めることとされ、一旦保留されることとなった。

### 国会方面からの要望と本法の成立
このように、財政法3条の規定は当時の経済状況を鑑みて施行がなされないままであったが、片山内閣が鉄道運賃の値上げを財源とした補正予算案を提出したことで野党と揉めて内閣崩壊のきっかけとなったり、第1回国会中に煙草の大幅な値上げを行った際に政府が国会の議決を求めなかったことが、いかに財政法3条の規定が未施行であるとはいえいかがなものかとの質疑が行われたりするなど、財政法3条の規定を施行すべきという国会方面からの要望が強くなっていった。
これを受け、政府は第1回国会の閉会間際である1948年（昭和22年）11月17日に、物価統制令の存続期間に限り、財政法3条の全部の効力を停止すると定める「財政法第三條の規定の特例に関する法律案」を国会に提出したが、審議未了となった。第2回国会においても国会側と政府側の調整が行われた結果、経済緊急事態の存続中は、財政法3条の規定を、国民生活に密接な関係を有する価格等（煙草の定価・郵便料金・電話料金・国有鉄道の基本賃率）に限定することで合意し、本法案が改めて国会に提出され、成立したものである。
本法は財政国会中心主義の重要な例外を定めるものであり、その効力はあくまで暫定的なもので、その効力は「経済緊急事態の存続する間に限」るものとされた。政府は、本法の審議の中で、本法による財政法3条の制限はなるべく短期間であるべきで、財政法3条が本来の形で施行される日が一日も早く訪れることを念願していると答弁している。

## 内容

### 本則
本法の本則は1条だけの極めて短い法律である。前述したとおり、本法制定時は財政法第3条の規制の対象を煙草の定価・郵便料金・電話料金・国有鉄道の基本賃率に限定するものであったが、これらの事業が逐次民営化される際にその内容が削除され、ついに郵政民営化の際には財政法第3条の適用の対象として列挙するものが存在しなくなり、結局、現在は財政法第3条の適用の一切を排除する趣旨の法律となっている。
なお、本法により日本国有鉄道の運賃改定に当たっては逐一国有鉄道運賃法の改正が必要となっていたが、国鉄の運賃改正は毎度政治問題が絡み、常にその改正が難航する状態であったため、結果として国鉄の財政破綻に繋がったとの指摘がある。
| 制定時                                          | 政府は、現在の経済緊急事態の存続する間に限り、財政法第三条に規定する価格、料金等は、左に掲げるものを除き、法律の定又は国会の議決を経なくても、これを決定し、又は改定することができる。 一 製造煙草（外国煙草及び輸出用製造煙草を除く。）の定価 二 郵便、電信、電話、郵便貯金、郵便為替及び郵便振替貯金に関する料金 三 国有鉄道（国有鉄道に関連する国営船舶を含む。）における旅客及び貨物の運賃の基本賃率 |
| 昭和59年法律第71号 （たばこ専売制度の廃止）     | 〔柱書は制定時と同じ〕 一 削除 二 郵便、電信、電話、郵便貯金、郵便為替及び郵便振替に関する料金 三 国有鉄道（国有鉄道に関連する国営船舶を含む。）における旅客及び貨物の運賃の基本賃率 |
| 昭和59年法律第87号 （日本電信電話公社の民営化） | 〔柱書は制定時と同じ〕 一 削除 二 郵便、郵便貯金、郵便為替及び郵便振替に関する料金 三 国有鉄道（国有鉄道に関連する国営船舶を含む。）における旅客及び貨物の運賃の基本賃率 |
| 昭和61年法律第93号 （国鉄分割民営化）           | 政府は、現在の経済緊急事態の存続する間に限り、財政法（昭和二十二年法律第二十四号）第三条に規定する価格、料金等は、郵便、郵便貯金、郵便為替及び郵便振替に関する料金を除き、法律の定め又は国会の議決を経なくても、これを決定し、又は改定することができる。 |
| 平成14年法律第98号 （郵政民営化）               | 政府は、現在の経済緊急事態の存続する間に限り、財政法（昭和二十二年法律第二十四号）第三条に規定する価格、料金等は、法律の定め又は国会の議決を経なくても、これを決定し、又は改定することができる。 |

### 附則
本法は、物価統制令の廃止とともに、その効力を失うこととされている（附則第2項）。つまり、令和6年（2024年）においても、物価統制令は現行法であるため、本法もそれに伴い現行法ということになる。この点については、政府の権限を広げる本法の効力を失わせないために、本来もう不必要な物価統制令を廃止せずに生かしているのではないかとの指摘もある。
本法が未だ現行法であるということについては、条文上「現在の経済緊急事態の存続する間に限り」と定められていることから、経済状態の安定した後には適用がないとする説もあるが、平成28年の裁判例では本法は現行法であると判断されている。